# دودلي دين
دودلي دين (بالإنجليزية: Dudley Dean)‏ هو لاعب كرة قدم أمريكية أمريكي، ولد في 19 أبريل 1871، وتوفي في 25 سبتمبر 1950 في كوهاسيت في الولايات المتحدة.